# Гарньяно
Гарньяно, Ґарньяно (італ. Gargnano) — муніципалітет в Італії, у регіоні Ломбардія, провінція Брешія.
Гарньяно розташоване на відстані близько 450 км на північ від Рима, 120 км на схід від Мілана, 39 км на північний схід від Брешії.
Населення — 2937 осіб (2014).
Щорічний фестиваль відбувається 11 листопада. Покровитель — святий Мартин.

## Демографія
Населення за роками:

Станом на 1 січня 2023 року в муніципалітеті офіційно проживали 252 іноземці з 37 країн, серед них 111 громадян країн Євросоюзу та 10 громадян України.

## Сусідні муніципалітети
- Бренцоне
- Каповалле
- Тіньяле
- Торрі-дель-Бенако
- Тосколано-Мадерно
- Вальвестіно
- Вобарно